# Спирино (Московская область)
Спирино — деревня в Шатурском муниципальном районе Московской области. Входит в состав Дмитровского сельского поселения. Население — 7 чел. (2013).

## Расположение
Деревня Спирино расположена в юго-западной части Шатурского района, расстояние до МКАД порядка 132 км. Высота над уровнем моря 146 м.

## Название
В письменных источниках деревня упоминается как Спирино.
Название происходит от Спиря — разговорной формы имени Спиридон.

## История
Впервые упоминается в писцовой Владимирской книге В. Кропоткина 1637—1648 гг. как деревня Спирино волости Вышелесский Остров Владимирского уезда. Деревня принадлежала сотнику московских стрельцов Богдану Андреевичу Байдикову и каширянину Ивану Владимировичу Лихареву.
Последним владельцем деревни перед отменой крепостного права был подполковник Петр Иванович Вырубов.
После отмены крепостного права деревня вошла в состав Горской волости.
После Октябрьской революции 1917 года был образован Спиринский сельсовет в составе Середниковской волости Егорьевского уезда Рязанской губернии. В сельсовет входила только одна деревня Спирино.
В 1925 году Спиринский сельсовет был упразднён, а деревня Спирино вошла в состав Шараповского сельсовета, но уже в 1926 году Спиринский сельсовет был вновь восстановлен. В ходе реформы административно-территориального деления СССР в 1929 году Спиринский сельсовет вошёл в состав Дмитровского района Орехово-Зуевского округа Московской области. В 1930 году округа были упразднены, а Дмитровский район переименован в Коробовский.
В 1936 году Спиринский сельсовет был упразднён, а деревня Спирино вошла в состав Воровского сельсовета. В 1954 году после упразднения Воровского сельсовета деревня была передана в Шараповский сельсовет.

## Население
| 1858 | 1859 | 1868 | 1885 | 1905 | 1926 |
| ---- | ---- | ---- | ---- | ---- | ---- |
| 347  | ↘341 | ↗397 | ↗475 | ↗576 | ↘505 |
| 1970 | 1993 | 2002 | 2006 | 2010 | 2011 |
| ↘78  | ↘15  | ↘12  | ↘9   | ↘7   | →7   |
| 2013 |      |      |      |      |      |
| →7   |      |      |      |      |      |

## Галерея

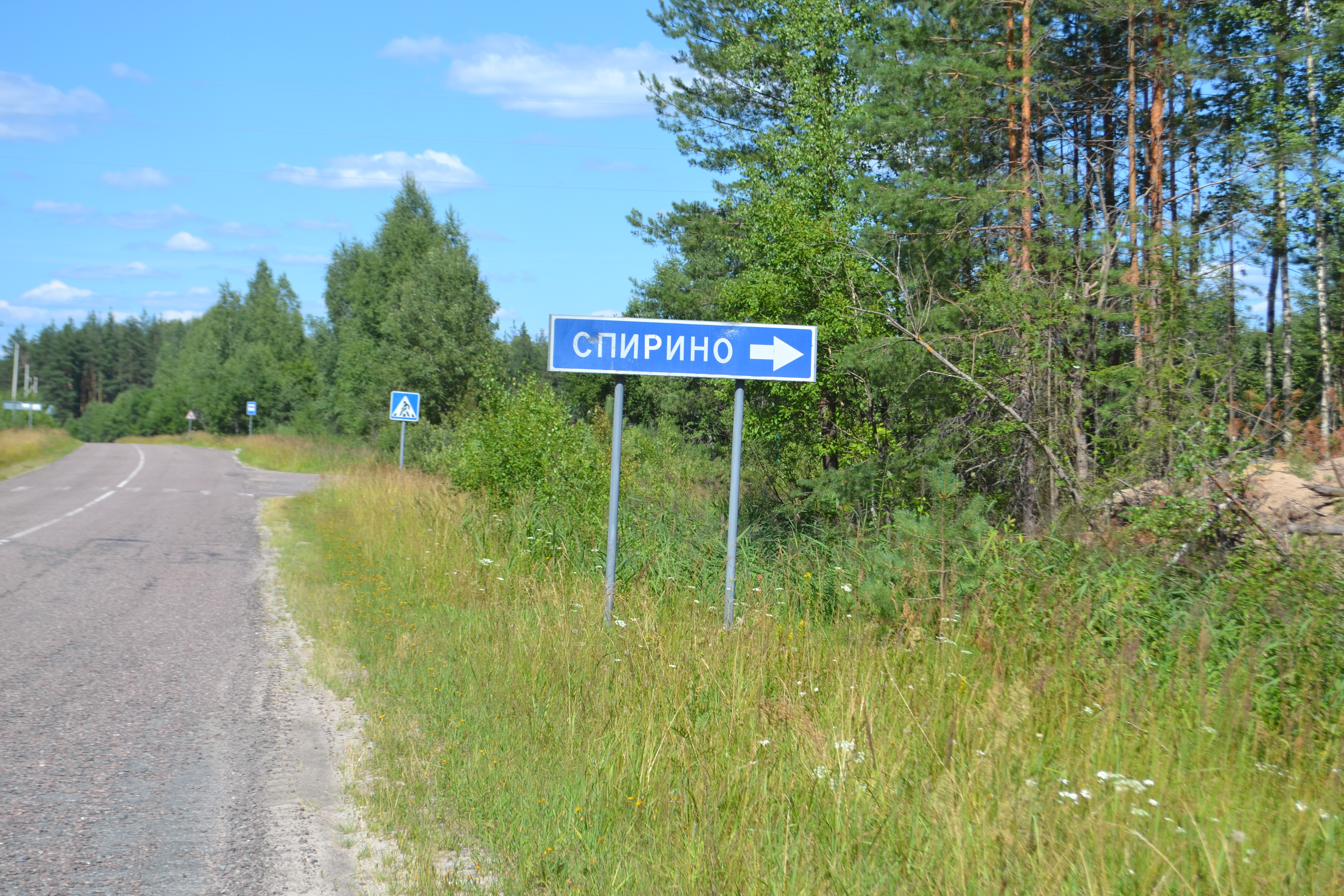
Дорожный указатель на деревню
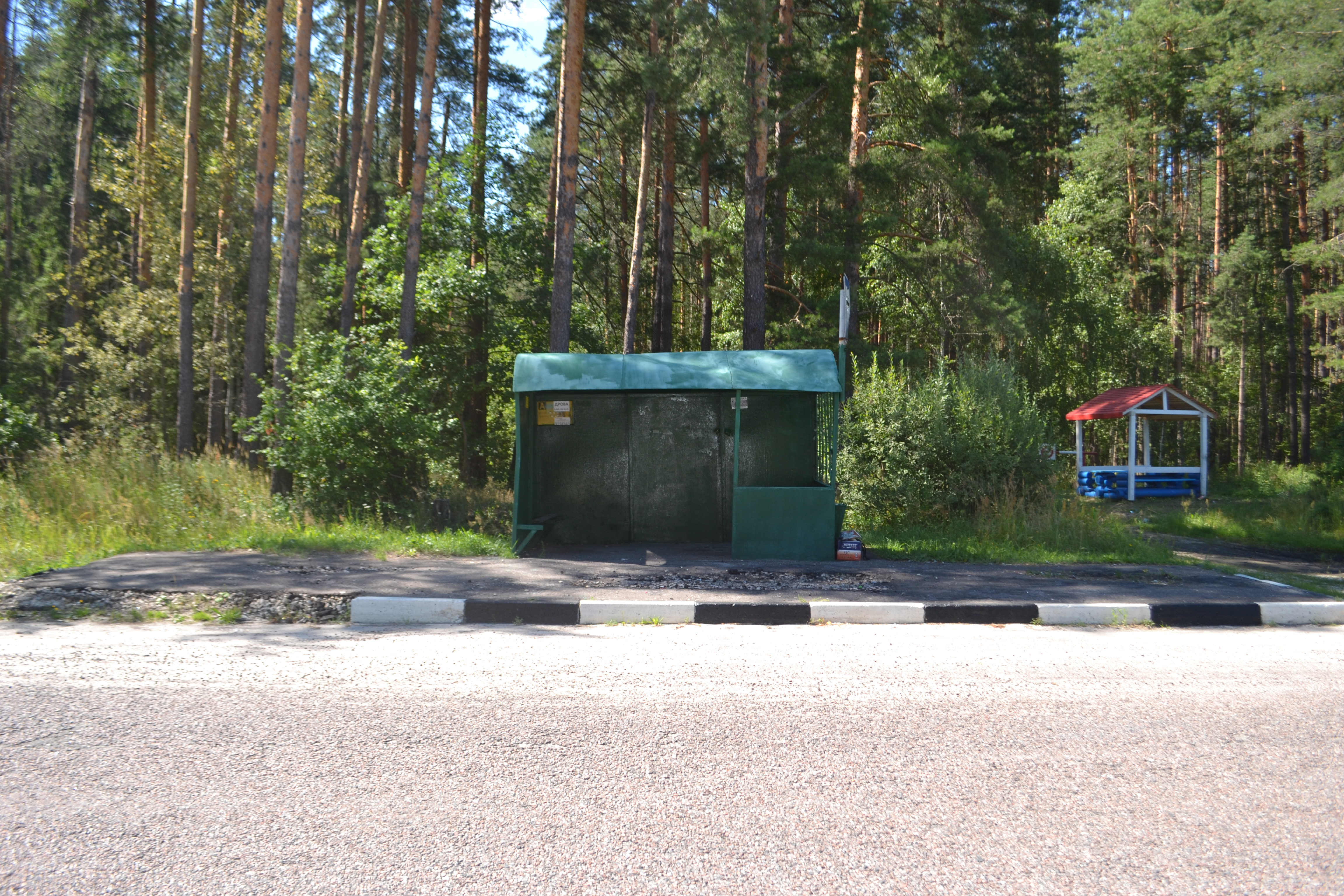
Остановка Спирино
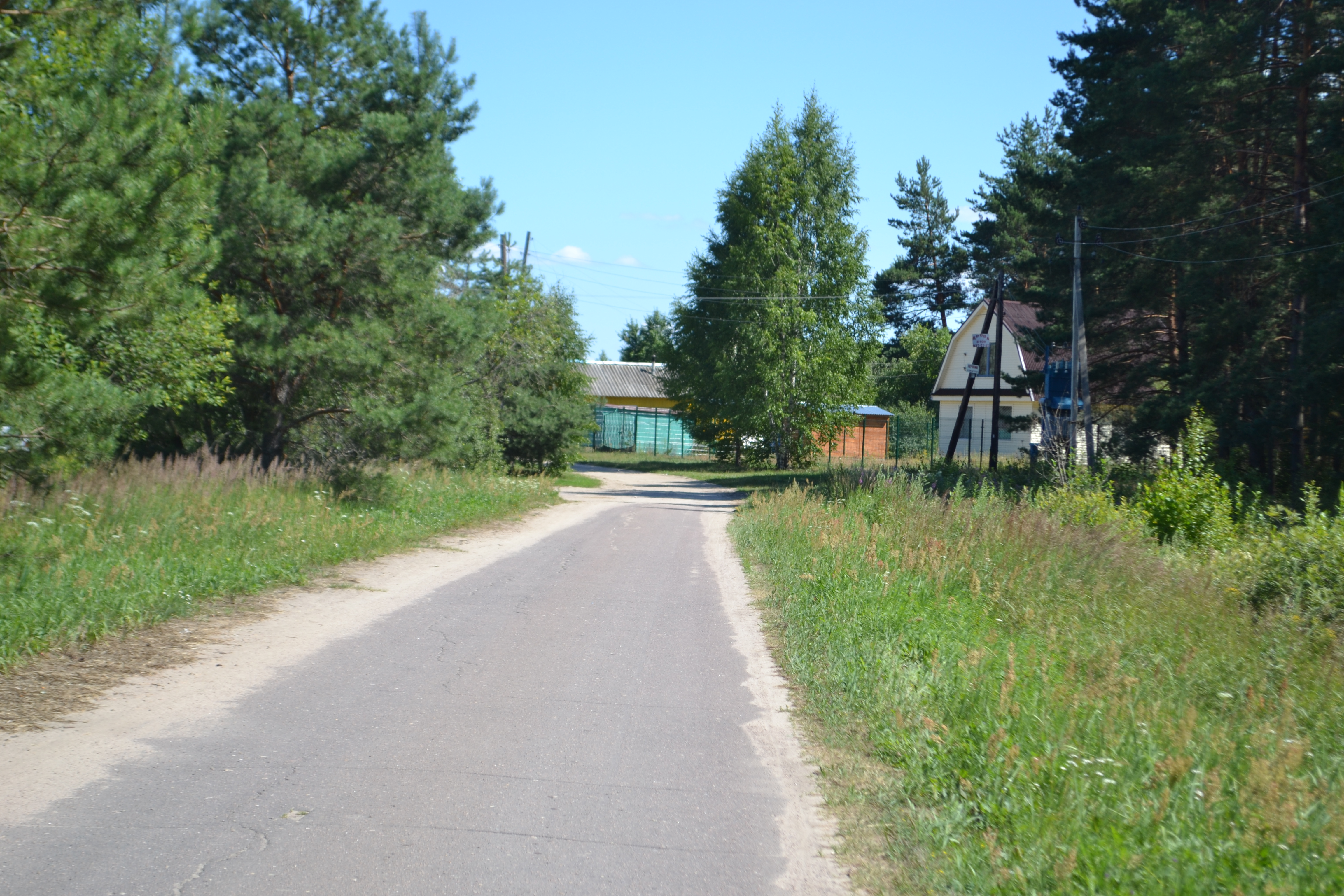
Въезд в деревню
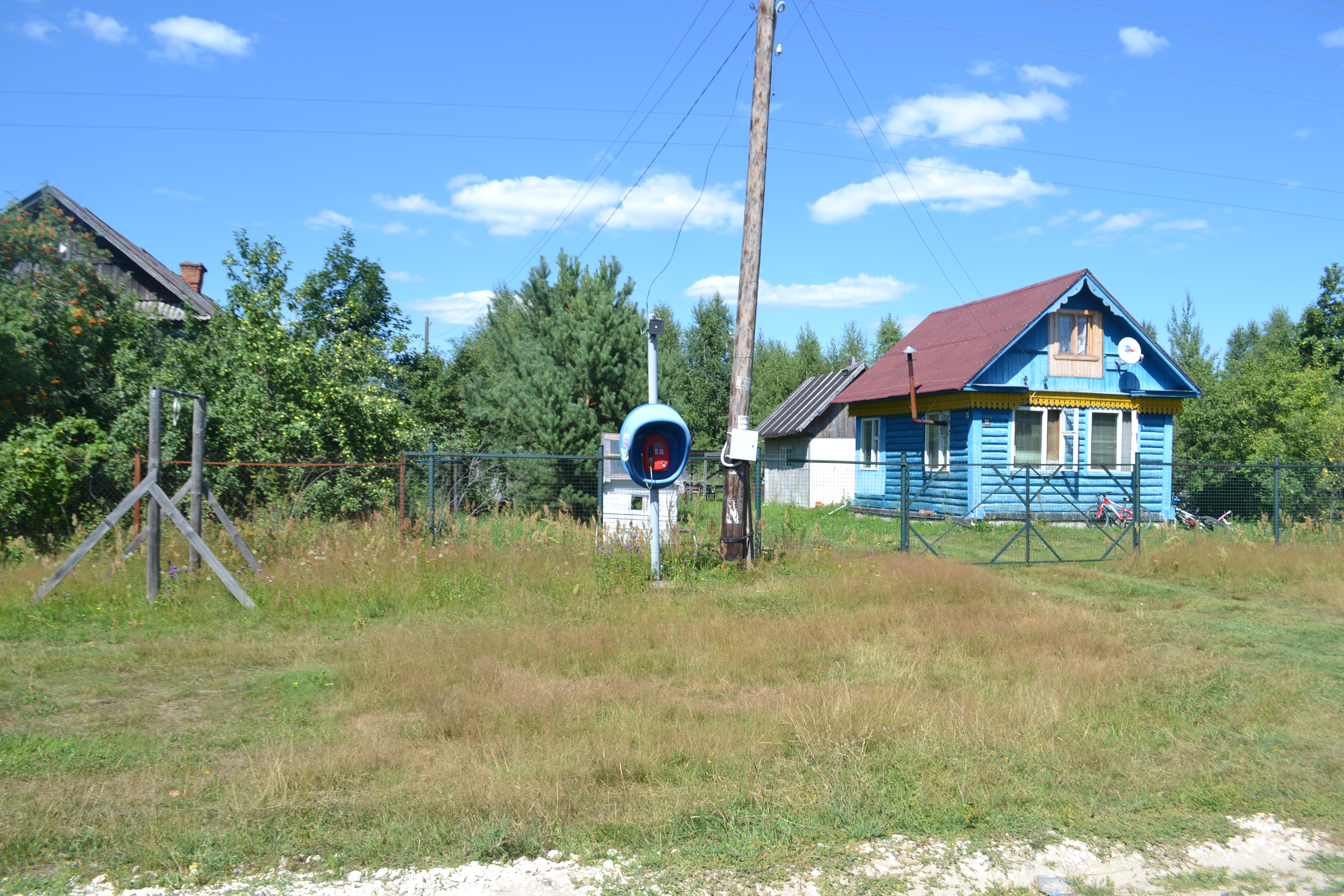
Таксофон в деревне